# Войниково
Войниково (болг. Войниково) — село в Болгарии. Находится в Добричской области, входит в общину Тервел. Население составляет 8 человек (на 1 февраля 2011 года), все болгары.

## Политическая ситуация
В местном кметстве Полковник-Савово, в состав которого входит Войниково, должность кмета (старосты) исполняет исполняет Рейхан Сабит (Болгарская социалистическая партия (БСП)), прежде кметом был Исмет Муса Рамадан (Движение за права и свободы (ДПС)) по результатам выборов правления кметства 2007 года.
Кмет (мэр) общины Тервел —  Живко Жеков Георгиев (Болгарская социалистическая партия (БСП)) по результатам выборов.

## Население
Возрастной состав населения на 1 февраля 2011 года:
| Возраст, лет | чел. |
| ------------ | ---- |
| 30-34        | 1    |
| 50-54        | 2    |
| 60-64        | 2    |
| 65-69        | 1    |
| 70-74        | 1    |
| 75-79        | 1    |
| всего        | 8    |